# Danh sách tàu có vũ trang nước ngoài chuyển giao cho Việt Nam
Danh sách tàu có vũ trang nước ngoài chuyển giao cho Việt Nam này liệt kê các tàu biển có vũ trang mà các nước khác đã chuyển giao cho Việt Nam theo quốc gia chuyển giao, trình tự thời gian và chủng loại tàu.

## Hoa Kỳ
- 2017: Ngày 25/5/2017, Mỹ chuyển giao tàu USCGC Morgenthau (WHEC 722) - một trong những tàu tuần tra lớp Hamilton của Lực lượng Phòng vệ biển Hoa Kỳ (USCGC) cho Lực lượng Cảnh sát biển Việt Nam. Tàu này khởi hành từ Hawaii về Việt Nam vào ngày 21/11/2017  thông qua Chương trình bán trang bị quốc phòng dư thừa của Cơ quan hợp tác an ninh quốc phòng (DSCA) thuộc Bộ Quốc phòng Mỹ cho các nước. Sau khi Cảnh sát biển Việt Nam tiếp nhận, tàu Morgenthau đã được đổi tên thành CSB 8020, được sơn lại cùng hàng chữ "Cảnh sát biển Việt Nam" bằng tiếng Việt và tiếng Anh[1]..
- 2020: Tàu tuần tra USCGC John Midgett (WHEC-726) của Lực lượng Tuần duyên Mỹ đang được sơn lại, tháo lắp một số thiết bị trước khi bàn giao cho Cảnh sát biển Việt Nam[2].

## Nhật Bản
- 2015: Ngày 5/8/2015: Một trong 6 chiếc tàu kiểm ngư do Nhật Bản tài trợ đã được trao cho Việt Nam, hiện thực hóa cam kết của Tokyo về hỗ trợ Hà Nội đảm bảo thực thi pháp luật trên biển. Trước đó Nhật cam kết giao cho Việt Nam 6 tàu đã qua sử dụng.
- 2020: Cơ quan Hợp tác Quốc tế Nhật Bản (JICA) đã ký thỏa thuận trị giá 36,6 tỉ yên (345 triệu USD), nhằm cung cấp 6 tàu tuần tra mới cho Cảnh sát biển Việt Nam. Đây sẽ là lần đầu tiên Tokyo cung cấp tàu tuần tra. Sáu tàu này là tàu mới, do Nhật Bản sản xuất[3].

## Hàn Quốc
- 2020: Hàn Quốc cung cấp nhiều tàu đã qua sử dụng cho Việt Nam